# Görögország a 2000. évi nyári olimpiai játékokon
Görögország az ausztráliai Sydneyben megrendezett 2000. évi nyári olimpiai játékok egyik részt vevő nemzete volt. Az országot az olimpián 23 sportágban 140 sportoló képviselte, akik összesen 13 érmet szereztek.

## Érmesek
| Érem  | Versenyző                                                                                       | Sportág    | Versenyszám                  |
| ----- | ----------------------------------------------------------------------------------------------- | ---------- | ---------------------------- |
| Arany | Konsztandínosz Kendérisz                                                                        | Atlétika   | Férfi 200 m                  |
| Arany | Pírosz Dímasz                                                                                   | Súlyemelés | Férfi 85 kg                  |
| Arany | Kahi Kahiasvili                                                                                 | Súlyemelés | Férfi 94 kg                  |
| Arany | Mihaíl Murúcosz                                                                                 | Taekwondo  | Férfi légsúly                |
| Ezüst | Ekateríni Thánu                                                                                 | Atlétika   | Női 100 m                    |
| Ezüst | Anasztaszía Keleszídu                                                                           | Atlétika   | Női diszkoszvetés            |
| Ezüst | Mirela Manjani-Celili                                                                           | Atlétika   | Női gerelyhajítás            |
| Ezüst | Leonídasz Szambánisz                                                                            | Súlyemelés | Férfi 62 kg                  |
| Ezüst | Víktor Mítru                                                                                    | Súlyemelés | Férfi 77 kg                  |
| Ezüst | Dimoszthénisz Tambákosz                                                                         | Torna      | Férfi gyűrű                  |
| Bronz | Amiran Kardanov                                                                                 | Birkózás   | Szabadfogás, 54 kg           |
| Bronz | Joána Hadziioánu                                                                                | Súlyemelés | Női 63 kg                    |
| Bronz | Iríni Aindilí Evangelía Hrisztodúlu María Jeorgátu Zaharúla Kariámi Haríklia Pandazí Ána Polátu | Torna      | Ritmikus gimnasztika, csapat |

## Asztalitenisz
Férfi
| Versenyző                         | Versenyszám | Selejtező         | Csoportkör | Csoportkör | 32-es főtábla                                | Nyolcaddöntő      | Negyeddöntő       | Elődöntő          | Döntő             | Helyezés |
| Versenyző                         | Versenyszám | Ellenfél Eredmény | Ellenfél Eredmény | Hely.      | Ellenfél Eredmény                            | Ellenfél Eredmény | Ellenfél Eredmény | Ellenfél Eredmény | Ellenfél Eredmény | Helyezés |
| --------------------------------- | ----------- | ----------------- | --- | ---------- | -------------------------------------------- | ----------------- | ----------------- | ----------------- | ----------------- | -------- |
| Kalínikosz Kreánga                | Egyes       |                   | A csoport · Anton Suseno (INA) · 21–10, 21–10, 21–15 · El-Sayed Lashin (EGY) · 21–6, 21–9, 21–18                                            | 1.         | Chiang Peng-Lung (TPE) · 23–25, 12–21, 22–24 | kiesett           | kiesett           | kiesett           | kiesett           | 17.      |
| Daniel Ciókasz                    | Egyes       |                   | J csoport · Trinko Keen (NED) · 9–21, 21–18, 15–21, 10–21 · Majidreza Ehteshamzadeh (IRI) · 21–19, 21–13, 21–13                             | 2.         | kiesett                                      | kiesett           | kiesett           | kiesett           | kiesett           | 33.      |
| Daniel Ciókasz Kalínikosz Kreánga | Páros       | erőnyerő          | C csoport · Hongkong (HKG) · Cheung Yuk · Leung Chu Yan · 14–21, 21–14, 14–21 · Ausztrália (AUS) · Mark Smythe · Simon Gerada · 21–7, 21–19 | 2.         |                                              | kiesett           | kiesett           | kiesett           | kiesett           | 17.      |

## Atlétika
Férfi
| Versenyző                                                                                    | Versenyszám     | Előfutam | Előfutam | Előfutam | Negyeddöntő | Negyeddöntő | Negyeddöntő | Elődöntő | Elődöntő | Elődöntő | Döntő         | Döntő         |
| Versenyző                                                                                    | Versenyszám     | Idő      | Hely.    | Össz.    | Idő         | Hely.       | Össz.       | Idő      | Hely.    | Össz.    | Idő           | Helyezés      |
| -------------------------------------------------------------------------------------------- | --------------- | -------- | -------- | -------- | ----------- | ----------- | ----------- | -------- | -------- | -------- | ------------- | ------------- |
| Jeórjiosz Theodorídisz                                                                       | 100 m           | 10,34    | 3.       | 19.      | 10,29       | 4.          | 21.*        | kiesett  | kiesett  | kiesett  | kiesett       | kiesett       |
| Konsztandínosz Kendérisz                                                                     | 200 m           | 20,57    | 1.       | 7.       | 20,14       | 2.          | 3.          | 20,20    | 1.       | 3.*      | 20,09         |               |
| Anasztásziosz Gúszisz                                                                        | 200 m           | 21,10    | 6.       | 44.*     | kiesett     | kiesett     | kiesett     | kiesett  | kiesett  | kiesett  | kiesett       | kiesett       |
| Anasztásziosz Gúszisz                                                                        | 400 m           | 46,38    | 4.       | 40.*     | kiesett     | kiesett     | kiesett     | kiesett  | kiesett  | kiesett  | kiesett       | kiesett       |
| Panajótisz Sztrumbákosz                                                                      | 800 m           | 1:47,96  | 7.       | 34.      |             |             |             | kiesett  | kiesett  | kiesett  | kiesett       | kiesett       |
| Panajótisz Haramísz                                                                          | Maraton         |          |          |          |             |             |             |          |          |          | 2:26:55       | 63.           |
| Periklísz Iakovákisz                                                                         | 400 m gát       | 50,20    | 3.       | 25.      |             |             |             | kiesett  | kiesett  | kiesett  | kiesett       | kiesett       |
| Jeórjiosz Janélisz                                                                           | 3000 m akadály  | 9:19,14  | 12.      | 38.      |             |             |             | kiesett  | kiesett  | kiesett  | kiesett       | kiesett       |
| Jeórjiosz Theodorídisz Konsztandínosz Kendérisz Aléxandrosz Alexópulosz Angelosz Pavlakákisz | 4 × 100 m váltó | 39,21    | 2.       | 14.      |             |             |             | 38,80    | 5.       | 9.       | kiesett       | kiesett       |
| Jeórjiosz Ikonomídisz Anasztásziosz Gúszisz Sztilianósz Dimótsziosz Periklísz Iakovákisz     | 4 × 400 m váltó | 3:06,50  | 4.       | 17.      |             |             |             | kiesett  | kiesett  | kiesett  | kiesett       | kiesett       |
| Szpirídon Kasztánisz                                                                         | 50 km gyaloglás |          |          |          |             |             |             |          |          |          | nem ért célba | nem ért célba |
| Theódorosz Sztamatópulosz                                                                    | 50 km gyaloglás |          |          |          |             |             |             |          |          |          | nem ért célba | nem ért célba |

| Versenyző                  | Versenyszám   | Selejtező             | Selejtező             | Döntő    | Döntő    |
| Versenyző                  | Versenyszám   | Eredmény              | Helyezés              | Eredmény | Helyezés |
| -------------------------- | ------------- | --------------------- | --------------------- | -------- | -------- |
| Konsztandínosz Kukodímosz  | Távolugrás    | 744 cm                | 39.                   | kiesett  | kiesett  |
| Dimítriosz Szerelísz       | Távolugrás    | érvényes ugrás nélkül | érvényes ugrás nélkül | kiesett  | kiesett  |
| Hrísztosz Melétoglu        | Hármasugrás   | 16,00 m               | 31.                   | kiesett  | kiesett  |
| Konsztandínosz Zalangítisz | Hármasugrás   | 14,15 m               | 37.                   | kiesett  | kiesett  |
| Sztamátiosz Lénisz         | Hármasugrás   | érvényes ugrás nélkül | érvényes ugrás nélkül | kiesett  | kiesett  |
| Vájosz Tíngasz             | Súlylökés     | 18,13 m               | 35.                   | kiesett  | kiesett  |
| Aléxandrosz Papadimitríu   | Kalapácsvetés | 76,61 m               | 12.                   | 73,30 m  | 12.      |
| Hrísztosz Polihroníu       | Kalapácsvetés | 74,02 m               | 24.                   | kiesett  | kiesett  |
| Konsztandínosz Gaciúdisz   | Gerelyhajítás | 88,41 m               | 2.                    | 86,53 m  | 6.       |

| Versenyző             | Versenyszám | 100 m | 100 m | Távolugrás | Távolugrás | Súlylökés | Súlylökés | Magasugrás | Magasugrás | 400 m | 400 m | 110 m gát  | 110 m gát  | Diszkoszvetés | Diszkoszvetés | Rúdugrás   | Rúdugrás   | Gerelyhajítás | Gerelyhajítás | 1500 m     | 1500 m     | Végeredmény   | Végeredmény   |
| Versenyző             | Versenyszám | Idő   | Pont  | Eredmény   | Pont       | Eredmény  | Pont      | Eredmény   | Pont       | Idő   | Pont  | Idő        | Pont       | Eredmény      | Pont          | Eredmény   | Pont       | Eredmény      | Pont          | Idő        | Pont       | Pont          | Helyezés      |
| --------------------- | ----------- | ----- | ----- | ---------- | ---------- | --------- | --------- | ---------- | ---------- | ----- | ----- | ---------- | ---------- | ------------- | ------------- | ---------- | ---------- | ------------- | ------------- | ---------- | ---------- | ------------- | ------------- |
| Pródromosz Korkizóglu | Tízpróba    | 10,74 | 919   | 716 cm     | 852        | 13,70 m   | 710       | 197 cm     | 776        | 53,57 | 657   | nem indult | nem indult | nem indult    | nem indult    | nem indult | nem indult | nem indult    | nem indult    | nem indult | nem indult | nem ért célba | nem ért célba |

Női
| Versenyző                                                          | Versenyszám     | Előfutam | Előfutam | Előfutam | Negyeddöntő | Negyeddöntő | Negyeddöntő | Elődöntő | Elődöntő | Elődöntő | Döntő   | Döntő    |
| Versenyző                                                          | Versenyszám     | Idő      | Hely.    | Össz.    | Idő         | Hely.       | Össz.       | Idő      | Hely.    | Össz.    | Idő     | Helyezés |
| ------------------------------------------------------------------ | --------------- | -------- | -------- | -------- | ----------- | ----------- | ----------- | -------- | -------- | -------- | ------- | -------- |
| Ekateríni Thánu                                                    | 100 m           | 11,10    | 1.       | 2.*      | 10,99       | 1.          | 1.          | 11,10    | 1.       | 2.       | 11,12   |          |
| Paraszkeví Patulídu                                                | 100 m           | 11,65    | 5.       | 45.**    | kiesett     | kiesett     | kiesett     | kiesett  | kiesett  | kiesett  | kiesett | kiesett  |
| Ekateríni Kófa                                                     | 200 m           | 23,53    | 5.       | 35.      | kiesett     | kiesett     | kiesett     | kiesett  | kiesett  | kiesett  | kiesett | kiesett  |
| Hriszosztomía Jakóvu                                               | 5000 m          | 15:46,48 | 11.      | 30.      |             |             |             |          |          |          | kiesett | kiesett  |
| Hriszúla Gundenúdi                                                 | 400 m gát       | 1:01,59  | 7.       | 31.      |             |             |             | kiesett  | kiesett  | kiesett  | kiesett | kiesett  |
| Paraszkeví Patulídu Effroszíni Pacú Ekateríni Kófa Ekateríni Thánu | 4 × 100 m váltó | 43,46    | 2.       | 10.      |             |             |             | 43,53    | 7.       | 13.      | kiesett | kiesett  |
| Athiná Papajáni                                                    | 20 km gyaloglás |          |          |          |             |             |             |          |          |          | 1:33:14 | 11.      |
| Hrisztína Kokótu                                                   | 20 km gyaloglás |          |          |          |             |             |             |          |          |          | 1:38:52 | 36.      |

| Versenyző                | Versenyszám   | Selejtező                | Selejtező                | Döntő    | Döntő    |
| Versenyző                | Versenyszám   | Eredmény                 | Helyezés                 | Eredmény | Helyezés |
| ------------------------ | ------------- | ------------------------ | ------------------------ | -------- | -------- |
| Níki Bakojáni            | Magasugrás    | 180 cm                   | 33.*                     | kiesett  | kiesett  |
| Thália Jakovídu          | Rúdugrás      | érvényes kísérlet nélkül | érvényes kísérlet nélkül | kiesett  | kiesett  |
| Níki Xánthu              | Távolugrás    | 650 cm                   | 17.                      | kiesett  | kiesett  |
| Dészpina Papavasziláki   | Távolugrás    | 586 cm                   | 34.                      | kiesett  | kiesett  |
| Olga-Anasztaszía Vazdéki | Hármasugrás   | 14,26 m                  | 8.                       | 14,15 m  | 7.       |
| Kalliópi Uzúni           | Súlylökés     | 18,56 m                  | 7.                       | 18,63 m  | 7.       |
| Anasztaszía Keleszídu    | Diszkoszvetés | 63,64 m                  | 3.                       | 65,71 m  |          |
| Sztilianí Cikúna         | Diszkoszvetés | 61,59 m                  | 8.                       | 64,08 m  | 5.       |
| Ekateríni Vóngoli        | Diszkoszvetés | 61,29 m                  | 10.                      | 61,57 m  | 9.       |
| Mirela Manjani-Celili    | Gerelyhajítás | 63,34 m                  | 4.                       | 67,51 m  |          |
| Angelikí Ciolakúdi       | Gerelyhajítás | 58,11 m                  | 18.                      | kiesett  | kiesett  |

| Versenyző         | Versenyszám | 100 m gát | 100 m gát | Magasugrás | Magasugrás | Súlylökés | Súlylökés | 200 m | 200 m | Távolugrás | Távolugrás | Gerelyhajítás | Gerelyhajítás | 800 m      | 800 m      | Végeredmény   | Végeredmény   |
| Versenyző         | Versenyszám | Idő       | Pont      | Eredmény   | Pont       | Eredmény  | Pont      | Idő   | Pont  | Eredmény   | Pont       | Eredmény      | Pont          | Idő        | Pont       | Pont          | Helyezés      |
| ----------------- | ----------- | --------- | --------- | ---------- | ---------- | --------- | --------- | ----- | ----- | ---------- | ---------- | ------------- | ------------- | ---------- | ---------- | ------------- | ------------- |
| Aszimína Vanakára | Hétpróba    | 14,19     | 952       | 169 cm     | 842        | 10,74 m   | 578       | 25,78 | 817   | nem indult | nem indult | nem indult    | nem indult    | nem indult | nem indult | nem ért célba | nem ért célba |

* - egy másik versenyzővel azonos eredményt ért el

** - két másik versenyzővel azonos eredményt ért el

## Birkózás
Kötöttfogású
| Versenyző              | Versenyszám | Csoportkör                                                                          | Csoportkör | Negyeddöntő       | Elődöntő                   | Bronz- mérkőzés            | Döntő             | Helyezés |
| Versenyző              | Versenyszám | Ellenfél Eredmény                                                                   | Hely.      | Ellenfél Eredmény | Ellenfél Eredmény          | Ellenfél Eredmény          | Ellenfél Eredmény | Helyezés |
| ---------------------- | ----------- | ----------------------------------------------------------------------------------- | ---------- | ----------------- | -------------------------- | -------------------------- | ----------------- | -------- |
| Dimítriosz Avrámisz    | 76 kg       | 4. csoport · Ara Abrahamian (SWE) · 2-3 · Levon Gegamjan (ARM) · 3-1                | 2.         | kiesett           | kiesett                    | kiesett                    | kiesett           | 12.      |
| Konsztandínosz Thánosz | 97 kg       | 5. csoport · Urs Bürgler (SUI) · 4-0 · Pag U (KOR) · 3-0 · Ben Vincent (AUS) · 11-0 | 1.         | erőnyerő          | David Saldadze (UKR) · 2-4 | Garrett Lowney (USA) · 1-3 |                   | 4.       |

Szabadfogású
| Versenyző               | Versenyszám | Csoportkör | Csoportkör | Negyeddöntő                     | Elődöntő                     | Bronz- mérkőzés                                                    | Döntő             | Helyezés |
| Versenyző               | Versenyszám | Ellenfél Eredmény | Hely.      | Ellenfél Eredmény               | Ellenfél Eredmény            | Ellenfél Eredmény                                                  | Ellenfél Eredmény | Helyezés |
| ----------------------- | ----------- | --- | ---------- | ------------------------------- | ---------------------------- | ------------------------------------------------------------------ | ----------------- | -------- |
| Amiran Kardanov         | 54 kg       | 6. csoport · Vitalie Railean (MDA) · 4-1 · Behnam Tayebi Kermani (IRI) · 7-0 · Tümendembereliin Züünbayan (MGL) · 10-0 | 1.         | erőnyerő                        | Namiq Abdullayev (AZE) · 3-5 | German Kontojev (BLR) · 5-4                                        |                   |          |
| Hvícasz Polihronídisz   | 58 kg       | 4. csoport · Terry Brands (USA) · 1-8 · Abil Ibragimov (KAZ) · 5-6                                                     | 2.         | kiesett                         | kiesett                      | kiesett                                                            | kiesett           | 10.      |
| Nikólaosz Loizídisz     | 69 kg       | 5. csoport · Arszen Gityinov (RUS) · 1-5 · Arajik Gevorgjan (ARM) · 2-12 · Edison Hurtado (COL) · 0-3                  | 4.         | kiesett                         | kiesett                      | kiesett                                                            | kiesett           | 16.      |
| Aftandíl Xanthópulosz   | 97 kg       | 4. csoport · Gia Torchinava (NED) · 3-0 · Victor Kodei (NGR) · 4-1                                                     | 1.         | Szagid Murtazalijev (RUS) · 0-5 |                              | Az 5. helyért · Ali Reza Heidari (IRI) · mérkőzés nélkül (sérülés) |                   | 5.       |
| Efsztáthiosz Topalídisz | 130 kg      | 6. csoport · Abbas Jadidi (IRI) · 1-9 · Aleksi Modebadze (GEO) · 0-5                                                   | 3.         | kiesett                         | kiesett                      | kiesett                                                            | kiesett           | 15.      |

## Evezés
Férfi
| Versenyző                                  | Versenyszám              | Előfutam | Előfutam | Vigaszág | Vigaszág | Elődöntő | Elődöntő | Elődöntő | Döntő | Döntő   | Döntő | Helyezés |
| Versenyző                                  | Versenyszám              | Idő      | Hely.    | Idő      | Hely.    | Típus    | Idő      | Hely.    | Típus | Idő     | Hely. | Helyezés |
| ------------------------------------------ | ------------------------ | -------- | -------- | -------- | -------- | -------- | -------- | -------- | ----- | ------- | ----- | -------- |
| Vaszíliosz Polímerosz Panajótisz Miliótisz | Könnyűsúlyú kétpárevezős | 6:29,68  | 3.       | 6:38,78  | 2.       | A/B      | 6:25,38  | 4.       | B     | 6:27,79 | 2.    | 8.       |

Női
| Versenyző                       | Versenyszám              | Előfutam | Előfutam | Vigaszág | Vigaszág | Elődöntő | Elődöntő | Elődöntő | Döntő | Döntő   | Döntő | Helyezés |
| Versenyző                       | Versenyszám              | Idő      | Hely.    | Idő      | Hely.    | Típus    | Idő      | Hely.    | Típus | Idő     | Hely. | Helyezés |
| ------------------------------- | ------------------------ | -------- | -------- | -------- | -------- | -------- | -------- | -------- | ----- | ------- | ----- | -------- |
| Angelikí Grému Hrísza Biszkidzí | Könnyűsúlyú kétpárevezős | 7:23,89  | 3.       | 7:17,38  | 2.       | A/B      | 7:21,88  | 6.       | B     | 7:17,11 | 5.    | 11.      |

## Íjászat
Női
| Versenyző        | Versenyszám | Selejtező | Selejtező | 64-es főtábla                          | 32-es főtábla     | Nyolcaddöntő      | Negyeddöntő       | Elődöntő          | Döntő             | Helyezés |
| Versenyző        | Versenyszám | Pont      | Kiemelt   | Ellenfél Eredmény                      | Ellenfél Eredmény | Ellenfél Eredmény | Ellenfél Eredmény | Ellenfél Eredmény | Ellenfél Eredmény | Helyezés |
| ---------------- | ----------- | --------- | --------- | -------------------------------------- | ----------------- | ----------------- | ----------------- | ----------------- | ----------------- | -------- |
| Evangelía Pszára | Egyéni      | 618       | 44.       | Natalja Bolotova (RUS) (21.) · 154-161 | kiesett           | kiesett           | kiesett           | kiesett           | kiesett           | 41.      |

## Kajak-kenu

### Síkvízi
Férfi
| Versenyző              | Versenyszám       | Előfutam | Előfutam | Előfutam | Elődöntő | Elődöntő | Elődöntő | Döntő   | Döntő    |
| Versenyző              | Versenyszám       | Idő      | Hely.    | Össz.    | Idő      | Hely.    | Össz.    | Idő     | Helyezés |
| ---------------------- | ----------------- | -------- | -------- | -------- | -------- | -------- | -------- | ------- | -------- |
| Andréasz Kilingarídisz | Kenu egyes 500 m  | 1:57,858 | 8.       | 16.      | kiesett  | kiesett  | kiesett  | kiesett | kiesett  |
| Andréasz Kilingarídisz | Kenu egyes 1000 m | 4:01,042 | 6.       | 13.      | kizárták | kizárták | kizárták | kiesett | kiesett  |

## Kerékpározás

### Pálya-kerékpározás
Sprintversenyek
| Versenyző                                                        | Versenyszám  | Selejtező | Selejtező | 1. forduló                                                                      | Vigaszág                  | Vigaszág | 2. forduló           | Vigaszág               | Vigaszág | 9–12. helyért          | 9–12. helyért | Negyeddöntő          | 5–8. helyért           | 5–8. helyért | Elődöntő             | Döntő                                                                               | Helyezés    |
| Versenyző                                                        | Versenyszám  | Idő       | Hely.     | Ellenfél Győztes idő                                                            | Ellenfelek Győztes idő    | Hely.    | Ellenfél Győztes idő | Ellenfelek Győztes idő | Hely.    | Ellenfelek Győztes idő | Hely.         | Ellenfél Győztes idő | Ellenfelek Győztes idő | Hely.        | Ellenfél Győztes idő | Ellenfél Győztes idő                                                                | Helyezés    |
| ---------------------------------------------------------------- | ------------ | --------- | --------- | ------------------------------------------------------------------------------- | ------------------------- | -------- | -------------------- | ---------------------- | -------- | ---------------------- | ------------- | -------------------- | ---------------------- | ------------ | -------------------- | ----------------------------------------------------------------------------------- | ----------- |
| Nikólaosz Angelídisz                                             | Férfi egyéni | 10,745    | 16.       | Florian Rousseau (FRA) · 10,865                                                 | Sean Eadie (AUS) · 11,805 | 2.       | kiesett              | kiesett                | kiesett  | kiesett                | kiesett       | kiesett              | kiesett                | kiesett      | kiesett              | kiesett                                                                             | helyezetlen |
| Lámbrosz Vaszilópulosz Dimítriosz Jeorgalísz Kleánthisz Bárngasz | Férfi csapat | 45,207    | 4.        | Japán (JPN) · Inamura Narihiro · Kamijama Júicsiró · Nagacuka Tomohiro · 45,264 |                           |          |                      |                        |          |                        |               |                      |                        |              |                      | Bronzmérkőzés · Ausztrália (AUS) · Sean Eadie · Darryn Hill · Gary Neiwand · 45,332 | 4.          |

Időfutam
| Név                   | Versenyszám  | Idő      | Helyezés |
| --------------------- | ------------ | -------- | -------- |
| Dimítriosz Jeorgalísz | Férfi egyéni | 1:04,018 | 6.       |

Keirin
| Versenyző              | Versenyszám | 1. forduló | Vigaszág | 2. forduló | Döntő    |
| Versenyző              | Versenyszám | Helyezés   | Helyezés | Helyezés   | Helyezés |
| ---------------------- | ----------- | ---------- | -------- | ---------- | -------- |
| Lámbrosz Vaszilópulosz | Férfi       | 4.         | 2.       | kizárták   | kiesett  |

## Lovaglás
Lovastusa
| Versenyző          | Ló         | Versenyszám | Díjlovaglás | Díjlovaglás | Tereplovaglás | Tereplovaglás | Tereplovaglás | Díjugratás | Díjugratás | Végeredmény | Végeredmény |
| Versenyző          | Ló         | Versenyszám | Bünt.       | Hely.       | Bünt.         | Hely.         | Össz.         | Bünt.      | Hely.      | Bünt.       | Helyezés    |
| ------------------ | ---------- | ----------- | ----------- | ----------- | ------------- | ------------- | ------------- | ---------- | ---------- | ----------- | ----------- |
| Háindi Andikadzídi | Michaelmas | Egyéni      | 37,40       | 3.          | 0,00          | 37,40         | 2.            | 13,00      | 20.        | 50,40       | 6.          |

## Műugrás
Férfi
| Versenyző             | Versenyszám    | Selejtező | Selejtező | Elődöntő | Elődöntő | Döntő   | Döntő    |
| Versenyző             | Versenyszám    | Pont      | Helyezés  | Pont     | Helyezés | Pont    | Helyezés |
| --------------------- | -------------- | --------- | --------- | -------- | -------- | ------- | -------- |
| Thomász Bímisz        | Egyéni műugrás | 324,72    | 32.       | kiesett  | kiesett  | kiesett | kiesett  |
| Nikólaosz Sziranídisz | Egyéni műugrás | 317,88    | 36.       | kiesett  | kiesett  | kiesett | kiesett  |

Női
| Versenyző                    | Versenyszám        | Selejtező | Selejtező | Elődöntő | Elődöntő | Döntő   | Döntő    |
| Versenyző                    | Versenyszám        | Pont      | Helyezés  | Pont     | Helyezés | Pont    | Helyezés |
| ---------------------------- | ------------------ | --------- | --------- | -------- | -------- | ------- | -------- |
| Szotíria Kucopétru           | Egyéni műugrás     | 258,81    | 21.       | kiesett  | kiesett  | kiesett | kiesett  |
| Eftihía Papá-Papavaszilópulu | Egyéni toronyugrás | 236,79    | 29.       | kiesett  | kiesett  | kiesett | kiesett  |
| María Konsztantátu           | Egyéni toronyugrás | 189,57    | 38.       | kiesett  | kiesett  | kiesett | kiesett  |

## Ökölvívás
| Versenyző          | Versenyszám | Selejtező                       | Nyolcaddöntő                       | Negyeddöntő                 | Elődöntő          | Döntő             | Helyezés |
| Versenyző          | Versenyszám | Ellenfél Eredmény               | Ellenfél Eredmény                  | Ellenfél Eredmény           | Ellenfél Eredmény | Ellenfél Eredmény | Helyezés |
| ------------------ | ----------- | ------------------------------- | ---------------------------------- | --------------------------- | ----------------- | ----------------- | -------- |
| Artúr Mikaelián    | Harmatsúly  | Crinu Raicu-Olteanu (ROU) · 2-7 | kiesett                            | kiesett                     | kiesett           | kiesett           | 17.      |
| Tingrán Uzlián     | Könnyűsúly  | erőnyerő                        | Syed Asghar Ali Shah (PAK) · 17-15 | Mario Kindelán (CUB) · 9-24 | kiesett           | kiesett           | 5.       |
| Andóniosz Janúlasz | Középsúly   | Ottavio Barone (ITA) · 17-10    | Jorge Gutiérrez (CUB) · 7-20       | kiesett                     | kiesett           | kiesett           | 9.       |

## Öttusa
| Versenyző       | Versenyszám | Lövészet | Lövészet | Lövészet | Vívás    | Vívás | Vívás | Úszás   | Úszás | Úszás | Lovaglás      | Lovaglás      | Lovaglás      | Lovaglás      | Futás    | Futás | Futás | Összesen    | Összesen |
| Versenyző       | Versenyszám | Pontszám | Pont     | Hely.    | Eredmény | Pont  | Hely. | Idő     | Pont  | Hely. | Idő           | Hibapont      | Pont          | Hely.         | Idő      | Pont  | Hely. | Összes pont | Helyezés |
| --------------- | ----------- | -------- | -------- | -------- | -------- | ----- | ----- | ------- | ----- | ----- | ------------- | ------------- | ------------- | ------------- | -------- | ----- | ----- | ----------- | -------- |
| Partits Katalin | Női         | 184      | 1144     | 2.*      | 9-15     | 720   | 21.*  | 2:21,21 | 1188  | 6.    | nem ért célba | nem ért célba | nem ért célba | nem ért célba | 12:48,26 | 648   | 22.   | 3700        | 22.      |

* - egy másik versenyzővel azonos eredményt ért el

## Röplabda

### Strandröplabda

#### Női
| Versenyző                               | 1. forduló                                                     | Reményág                                                     | Reményág                                                    | Nyolcaddöntő      | Negyeddöntő       | Elődöntő          | Döntő             | Helyezés |
| Versenyző                               | 1. forduló                                                     | 1. forduló                                                   | 2. forduló                                                  | Nyolcaddöntő      | Negyeddöntő       | Elődöntő          | Döntő             | Helyezés |
| Versenyző                               | Ellenfél Eredmény                                              | Ellenfél Eredmény                                            | Ellenfél Eredmény                                           | Ellenfél Eredmény | Ellenfél Eredmény | Ellenfél Eredmény | Ellenfél Eredmény | Helyezés |
| --------------------------------------- | -------------------------------------------------------------- | ------------------------------------------------------------ | ----------------------------------------------------------- | ----------------- | ----------------- | ----------------- | ----------------- | -------- |
| Vaszilikí Karandásziu Effroszíni Szfirí | Olaszország (ITA) · Laura Bruschini · Annamaria Solazzi · 2–15 | Csehország (CZE) · Martina Hudcová · Tereza Tobiášová · 15–6 | Németország (GER) · Maike Friedrichsen · Danja Müsch · 7–15 | kiesett           | kiesett           | kiesett           | kiesett           | 17.      |

## Sportlövészet
Férfi
| Versenyző                  | Versenyszám    | Selejtező | Selejtező | Döntő   | Döntő    |
| Versenyző                  | Versenyszám    | Pont      | Helyezés  | Pont    | Helyezés |
| -------------------------- | -------------- | --------- | --------- | ------- | -------- |
| Dionísziosz Jeorgakópulosz | Légpisztoly    | 576       | 17.**     | kiesett | kiesett  |
| Dionísziosz Jeorgakópulosz | Szabadpisztoly | 557       | 16.*      | kiesett | kiesett  |

Női
| Versenyző      | Versenyszám   | Selejtező | Selejtező | Döntő   | Döntő    |
| Versenyző      | Versenyszám   | Pont      | Helyezés  | Pont    | Helyezés |
| -------------- | ------------- | --------- | --------- | ------- | -------- |
| Agathí Kaszúmi | Légpisztoly   | 373       | 32.**     | kiesett | kiesett  |
| Agathí Kaszúmi | Sportpisztoly | 575       | 20.***    | kiesett | kiesett  |

* - egy másik versenyzővel azonos eredményt ért el

** - két másik versenyzővel azonos eredményt ért el

*** - három másik versenyzővel azonos eredményt ért el

## Súlyemelés
Férfi
| Versenyző            | Versenyszám | Szakítás | Szakítás | Lökés    | Lökés    | Összesen | Helyezés |
| Versenyző            | Versenyszám | Eredmény | Helyezés | Eredmény | Helyezés | Összesen | Helyezés |
| -------------------- | ----------- | -------- | -------- | -------- | -------- | -------- | -------- |
| Leonídasz Szambánisz | 62 kg       | 147,5    | 2.       | 170,0    | 4.       | 317,5    |          |
| Valériosz Leonídisz  | 69 kg       | 145,0    | 10.      | 185,0    | 5.*      | 330,0    | 6.       |
| Víktor Mítru         | 77 kg       | 165,0    | 3.       | 202,5    | 2.       | 367,5    |          |
| Pírosz Dímasz        | 85 kg       | 175,0    | 3.*      | 215,0    | 1.       | 390,0    |          |
| Hrísztosz Szpíru     | 85 kg       | 170,0    | 6.*      | 205,0    | 6.*      | 375,0    | 7.       |
| Kahi Kahiasvili      | 94 kg       | 185,0    | 2.       | 220,0    | 3.*      | 405,0    |          |

Női
| Versenyző         | Versenyszám | Szakítás | Szakítás | Lökés    | Lökés    | Összesen | Helyezés |
| Versenyző         | Versenyszám | Eredmény | Helyezés | Eredmény | Helyezés | Összesen | Helyezés |
| ----------------- | ----------- | -------- | -------- | -------- | -------- | -------- | -------- |
| Joána Hadziioánnu | 63 kg       | 97,5     | 4.       | 125,0    | 3.       | 222,5    |          |
| María Táci        | 69 kg       | 92,5     | 11.*     | 127,5    | 7.       | 220,0    | 11.      |

* - egy másik versenyzővel azonos eredményt ért el

## Szinkronúszás
| Versenyző                                   | Versenyszám | Selejtező           | Selejtező           | Selejtező        | Selejtező        | Selejtező  | Selejtező  | Döntő               | Döntő               | Döntő            | Döntő            | Döntő      | Döntő      |
| Versenyző                                   | Versenyszám | Technikai gyakorlat | Technikai gyakorlat | Szabad gyakorlat | Szabad gyakorlat | Összesítés | Összesítés | Technikai gyakorlat | Technikai gyakorlat | Szabad gyakorlat | Szabad gyakorlat | Összesítés | Összesítés |
| Versenyző                                   | Versenyszám | Pont                | Hely.               | Pont             | Hely.            | Pont       | Hely.      | Pont                | Hely.               | Pont             | Hely.            | Pont       | Helyezés   |
| ------------------------------------------- | ----------- | ------------------- | ------------------- | ---------------- | ---------------- | ---------- | ---------- | ------------------- | ------------------- | ---------------- | ---------------- | ---------- | ---------- |
| Hrisztína Thalaszinídu Dészpoina Theodorídu | Páros       | 90,667              | 12.                 | 90,200           | 13.              | 90,363     | 13.        | kiesett             | kiesett             | kiesett          | kiesett          | kiesett    | kiesett    |

## Taekwondo
Férfi
| Versenyző               | Versenyszám | Selejtező                                  | Negyeddöntő                   | Elődöntő                        | Vigaszág negyeddöntő | Vigaszág elődöntő | Bronz- mérkőzés   | Döntő                       | Helyezés |
| Versenyző               | Versenyszám | Ellenfél Eredmény                          | Ellenfél Eredmény             | Ellenfél Eredmény               | Ellenfél Eredmény    | Ellenfél Eredmény | Ellenfél Eredmény | Ellenfél Eredmény           | Helyezés |
| ----------------------- | ----------- | ------------------------------------------ | ----------------------------- | ------------------------------- | -------------------- | ----------------- | ----------------- | --------------------------- | -------- |
| Mihaíl Murúcosz         | Légsúly     | Talaat Abada (EGY) · 5-0                   | Huang Chih-Hsiung (TPE) · 2-1 | Gabriel Taraburelli (ARG) · 2-1 |                      |                   |                   | Gabriel Esparza (ESP) · 4-2 |          |
| Aléxandrosz Nikolaídisz | Nehézsúly   | Donald Ravenscroft (RSA) · mérkőzés nélkül | Milton Castro (COL) · 0-2     | kiesett                         |                      |                   |                   |                             | 9.       |

Női
| Versenyző           | Versenyszám | Selejtező                | Negyeddöntő                  | Elődöntő          | Vigaszág negyeddöntő | Vigaszág elődöntő | Bronz- mérkőzés   | Döntő             | Helyezés |
| Versenyző           | Versenyszám | Ellenfél Eredmény        | Ellenfél Eredmény            | Ellenfél Eredmény | Ellenfél Eredmény    | Ellenfél Eredmény | Ellenfél Eredmény | Ellenfél Eredmény | Helyezés |
| ------------------- | ----------- | ------------------------ | ---------------------------- | ----------------- | -------------------- | ----------------- | ----------------- | ----------------- | -------- |
| Aretí Athanaszopúlu | Pehelysúly  | Shimaa Afifi (EGY) · 7-7 | Virginia Lourens (NED) · 6-8 | kiesett           |                      |                   |                   |                   | 8.       |

## Tenisz
Női
| Versenyző       | Versenyszám | 64-es főtábla                          | 32-es főtábla     | Nyolcaddöntő      | Negyeddöntő       | Elődöntő          | Bronz- mérkőzés   | Döntő             | Helyezés |
| Versenyző       | Versenyszám | Ellenfél Eredmény                      | Ellenfél Eredmény | Ellenfél Eredmény | Ellenfél Eredmény | Ellenfél Eredmény | Ellenfél Eredmény | Ellenfél Eredmény | Helyezés |
| --------------- | ----------- | -------------------------------------- | ----------------- | ----------------- | ----------------- | ----------------- | ----------------- | ----------------- | -------- |
| Eléni Danjilídu | Egyes       | Anasztaszija Miszkina (RUS) · 1–6, 5–7 | kiesett           | kiesett           | kiesett           | kiesett           | kiesett           | kiesett           | 33.      |

## Torna
Férfi
| Versenyző               | Versenyszám      | Selejtező | Selejtező | Döntő    | Döntő    |
| Versenyző               | Versenyszám      | Pontszám  | Helyezés  | Pontszám | Helyezés |
| ----------------------- | ---------------- | --------- | --------- | -------- | -------- |
| Dimoszthénisz Tambákosz | Korlát           | 8,812     | 68.**     | kiesett  | kiesett  |
| Dimoszthénisz Tambákosz | Gyűrű            | 9,762     | 3.        | 9,762    |          |
| Dimoszthénisz Tambákosz | Egyéni összetett | 18,574    | 91.       | kiesett  | kiesett  |
| Joánisz Meliszanídisz   | Ugrás            | 9,737     | 4.        | 9,262    | 7.       |
| Joánisz Meliszanídisz   | Egyéni összetett | 9,737     | 95.       | kiesett  | kiesett  |

Női
| Versenyző               | Versenyszám      | Selejtező | Selejtező | Döntő    | Döntő    |
| Versenyző               | Versenyszám      | Pontszám  | Helyezés  | Pontszám | Helyezés |
| ----------------------- | ---------------- | --------- | --------- | -------- | -------- |
| Vaszilikí Milúszi       | Talaj            | 8,962     | 59.       | kiesett  | kiesett  |
| Vaszilikí Milúszi       | Ugrás            | 8,987     | 66.       | kiesett  | kiesett  |
| Vaszilikí Milúszi       | Felemás korlát   | 9,037     | 70.*      | kiesett  | kiesett  |
| Vaszilikí Milúszi       | Gerenda          | 8,612     | 71.       | kiesett  | kiesett  |
| Vaszilikí Milúszi       | Egyéni összetett | 35,598    | 54.       | kiesett  | kiesett  |
| Ekaterína Hrisztoforídu | Talaj            | 8,750     | 67.       | kiesett  | kiesett  |
| Ekaterína Hrisztoforídu | Ugrás            | 9,099     | 56.       | kiesett  | kiesett  |
| Ekaterína Hrisztoforídu | Felemás korlát   | 8,125     | 81.       | kiesett  | kiesett  |
| Ekaterína Hrisztoforídu | Gerenda          | 8,525     | 74.*      | kiesett  | kiesett  |
| Ekaterína Hrisztoforídu | Egyéni összetett | 34,499    | 60.       | kiesett  | kiesett  |

* - egy másik versenyzővel azonos eredményt ért el

** - két másik versenyzővel azonos eredményt ért el

### Ritmikus gimnasztika
| Versenyző     | Versenyszám | Selejtező | Selejtező | Selejtező | Selejtező | Selejtező | Selejtező | Selejtező | Selejtező | Selejtező | Selejtező | Döntő | Döntő | Döntő  | Döntő  | Döntő | Döntő | Döntő  | Döntő  | Döntő    | Döntő    |
| Versenyző     | Versenyszám | Kötél     | Kötél     | Karika    | Karika    | Labda     | Labda     | Szalag    | Szalag    | Összesen  | Összesen  | Kötél | Kötél | Karika | Karika | Labda | Labda | Szalag | Szalag | Összesen | Összesen |
| Versenyző     | Versenyszám | Pont      | Hely.     | Pont      | Hely.     | Pont      | Hely.     | Pont      | Hely.     | Pont      | Hely.     | Pont  | Hely. | Pont   | Hely.  | Pont  | Hely. | Pont   | Hely.  | Pont     | Hely.    |
| ------------- | ----------- | --------- | --------- | --------- | --------- | --------- | --------- | --------- | --------- | --------- | --------- | ----- | ----- | ------ | ------ | ----- | ----- | ------ | ------ | -------- | -------- |
| Dóna Evmorfía | Egyéni      | 9,675     | 12.       | 9,725     | 9.*       | 9,725     | 10.       | 9,708     | 10.*      | 38,833    | 10.       | 9,766 | 7.    | 9,775  | 6.*    | 9,725 | 9.*   | 38,982 | 7.     | 38,982   | 7.       |

* - egy másik versenyzővel azonos eredményt ért el
| Versenyző                                                                                       | Versenyszám | Selejtező  | Selejtező  | Selejtező            | Selejtező            | Selejtező | Selejtező | Döntő      | Döntő      | Döntő                | Döntő                | Döntő    | Döntő    |
| Versenyző                                                                                       | Versenyszám | 5 buzogány | 5 buzogány | 3 szalag és 2 karika | 3 szalag és 2 karika | Összesen  | Összesen  | 5 buzogány | 5 buzogány | 3 szalag és 2 karika | 3 szalag és 2 karika | Összesen | Összesen |
| Versenyző                                                                                       | Versenyszám | Pont       | Hely.      | Pont                 | Hely.                | Pont      | Hely.     | Pont       | Hely.      | Pont                 | Hely.                | Pont     | Hely.    |
| ----------------------------------------------------------------------------------------------- | ----------- | ---------- | ---------- | -------------------- | -------------------- | --------- | --------- | ---------- | ---------- | -------------------- | -------------------- | -------- | -------- |
| Iríni Aindilí Evangelía Hrisztodúlu María Jeorgátu Zaharúla Kariámi Haríklia Pandazí Ána Polátu | Csapat      | 19,700     | 1.*        | 19,700               | 1.                   | 39,400    | 1.        | 19,550     | 3.         | 19,733               | 1.                   | 39,283   |          |

* - két másik csapattal azonos eredményt ért el

## Triatlon
| Versenyző            | Versenyszám | 1,5 km úszás | Depózás 1 | 40 km kerékpározás | Depózás 2 | 10 km futás | Összesítés | Összesítés |
| Versenyző            | Versenyszám | Idő          | Idő       | Idő                | Idő       | Idő         | Idő        | Helyezés   |
| -------------------- | ----------- | ------------ | --------- | ------------------ | --------- | ----------- | ---------- | ---------- |
| Vaszíliosz Kromídasz | Férfi       | 18:00,09     | 25,50     | 58:51,90           | 24,20     | 33:47,25    | 1:51:28,94 | 33.        |

## Úszás
Férfi
| Versenyző                                                                        | Versenyszám          | Előfutam | Előfutam | Előfutam | Elődöntő | Elődöntő | Elődöntő | Döntő   | Döntő    |
| Versenyző                                                                        | Versenyszám          | Idő      | Hely.    | Össz.    | Idő      | Hely.    | Össz.    | Idő     | Helyezés |
| -------------------------------------------------------------------------------- | -------------------- | -------- | -------- | -------- | -------- | -------- | -------- | ------- | -------- |
| Szpirídon Bicákisz                                                               | 100 m gyors          | 51,28    | 3.*      | 34.*     | kiesett  | kiesett  | kiesett  | kiesett | kiesett  |
| Dimítriosz Mangánasz                                                             | 200 m gyors          | 1:54,36  | 7.       | 36.      | kiesett  | kiesett  | kiesett  | kiesett | kiesett  |
| Szpirídon Janiótisz                                                              | 400 m gyors          | 3:54,96  | 7.       | 20.      |          |          |          | kiesett | kiesett  |
| Szpirídon Janiótisz                                                              | 1500 m gyors         | 15:29,69 | 3.       | 21.      |          |          |          | kiesett | kiesett  |
| Szpirídon Bicákisz Szpirídon Janiótisz Dimítriosz Mangánasz Athanásziosz Ikonómu | 4 × 200 m gyorsváltó | 7:35,77  | 8.       | 15.      |          |          |          | kiesett | kiesett  |
| Joánisz Drimonákosz                                                              | 100 m pillangó       | 56,36    | 3.       | 51.      | kiesett  | kiesett  | kiesett  | kiesett | kiesett  |
| Joánisz Drimonákosz                                                              | 200 m pillangó       | 2:00,75  | 3.       | 25.      | kiesett  | kiesett  | kiesett  | kiesett | kiesett  |
| Joánisz Kokódisz                                                                 | 200 m vegyes         | 2:04,04  | 8.       | 22.      | kiesett  | kiesett  | kiesett  | kiesett | kiesett  |
| Joánisz Kokódisz                                                                 | 400 m vegyes         | 4:23,19  | 7.       | 20.      |          |          |          | kiesett | kiesett  |

Női
| Versenyző             | Versenyszám    | Előfutam | Előfutam | Előfutam | Elődöntő | Elődöntő | Elődöntő | Döntő   | Döntő    |
| Versenyző             | Versenyszám    | Idő      | Hely.    | Össz.    | Idő      | Hely.    | Össz.    | Idő     | Helyezés |
| --------------------- | -------------- | -------- | -------- | -------- | -------- | -------- | -------- | ------- | -------- |
| Athiná Bohóri         | 50 m gyors     | 26,90    | 8.       | 43.      | kiesett  | kiesett  | kiesett  | kiesett | kiesett  |
| Antonía Mahaíra       | 100 m gyors    | 57,24    | 6.       | 25.      | kiesett  | kiesett  | kiesett  | kiesett | kiesett  |
| Zoí Dimoszháki        | 200 m gyors    | 2:04,06  | 2.       | 25.      | kiesett  | kiesett  | kiesett  | kiesett | kiesett  |
| Artemisz Dáfni        | 400 m gyors    | 4:16,94  | 2.       | 22.      |          |          |          | kiesett | kiesett  |
| Artemisz Dáfni        | 400 m vegyes   | 4:53,52  | 8.       | 20.      |          |          |          | kiesett | kiesett  |
| Mariána Libertá       | 800 m gyors    | 8:56,33  | 8.       | 22.      |          |          |          | kiesett | kiesett  |
| Ekateríni Bliámu      | 100 m hát      | 1:05,09  | 8.       | 32.      | kiesett  | kiesett  | kiesett  | kiesett | kiesett  |
| Ekateríni Bliámu      | 200 m hát      | 2:18,07  | 3.       | 25.      | kiesett  | kiesett  | kiesett  | kiesett | kiesett  |
| Zambía Melahroínu     | 100 m pillangó | 1:02,06  | 2.       | 34.      | kiesett  | kiesett  | kiesett  | kiesett | kiesett  |
| Zambía Melahroínu     | 200 m pillangó | 2:17,60  | 7.       | 31.      | kiesett  | kiesett  | kiesett  | kiesett | kiesett  |
| Ekateríni Szarakacáni | 200 m vegyes   | 2:23,05  | 6.       | 30.      | kiesett  | kiesett  | kiesett  | kiesett | kiesett  |

* - egy másik versenyzővel azonos eredményt ért el

## Vitorlázás
Férfi
| Versenyző                                         | Versenyszám     | Futam | Futam | Futam  | Futam | Futam | Futam | Futam  | Futam | Futam | Futam | Futam | Pontszám | Helyezés |
| Versenyző                                         | Versenyszám     | 1     | 2     | 3      | 4     | 5     | 6     | 7      | 8     | 9     | 10    | 11    | Pontszám | Helyezés |
| ------------------------------------------------- | --------------- | ----- | ----- | ------ | ----- | ----- | ----- | ------ | ----- | ----- | ----- | ----- | -------- | -------- |
| Nikólaosz Kaklamanákisz                           | Szörfvitorlázás | (20)  | 12    | 5      | 9     | 7     | 6     | 4      | (37*) | 7     | 13    | 1     | 64,0     | 6.       |
| Emíliosz Papathanasziú                            | Finn dingi      | 4     | 12    | 5      | (23)  | 10    | 12    | 15     | 11    | 14    | (24)  | 9     | 92,0     | 12.      |
| Andréasz Koszmatópulosz Konsztandínosz Tringónisz | 470-es osztály  | 13,0  | 7,0   | (21,0) | 6,0   | 3,0   | 8,0   | (24,0) | 19,0  | 14,0  | 2,0   | 6,0   | 78,0     | 8.       |

Női
| Versenyző                    | Versenyszám     | Futam | Futam | Futam | Futam | Futam | Futam | Futam | Futam | Futam  | Futam  | Futam | Pontszám | Helyezés |
| Versenyző                    | Versenyszám     | 1     | 2     | 3     | 4     | 5     | 6     | 7     | 8     | 9      | 10     | 11    | Pontszám | Helyezés |
| ---------------------------- | --------------- | ----- | ----- | ----- | ----- | ----- | ----- | ----- | ----- | ------ | ------ | ----- | -------- | -------- |
| Angelíki Szkarlátu           | Szörfvitorlázás | 22    | 20    | 15    | 18    | 13    | (23)  | (24)  | 15    | 23     | 16     | 17    | 159,0    | 21.      |
| María Vláhu                  | Europe          | 23    | 12    | 10    | 4     | (27)  | (26)  | 18    | 5     | 18     | 21     | 18    | 129,0    | 18.      |
| Szofía Bekatóru Emilía Cúlfa | 470-es osztály  | 2,0   | 8,0   | 17,0  | 12,0  | 9,0   | 12,0  | 2,0   | 5,0   | (20,0) | (18,0) | 9,0   | 76,0     | 14.      |

Nyílt
| Versenyző                                | Versenyszám | Futam | Futam | Futam  | Futam  | Futam | Futam | Futam | Futam | Futam | Futam | Futam | Pontszám | Helyezés |
| Versenyző                                | Versenyszám | 1     | 2     | 3      | 4      | 5     | 6     | 7     | 8     | 9     | 10    | 11    | Pontszám | Helyezés |
| ---------------------------------------- | ----------- | ----- | ----- | ------ | ------ | ----- | ----- | ----- | ----- | ----- | ----- | ----- | -------- | -------- |
| Andóniosz Bujúrisz                       | Laser       | 16    | 18    | 8      | 12     | 21    | 8     | (32)  | 6     | 7     | 15    | (22)  | 111,0    | 15.      |
| Leonídasz Pelekanákisz Dimítriosz Búkisz | Csillaghajó | 6,0   | 11,0  | (15,0) | (14,0) | 12,0  | 13,0  | 5,0   | 11,0  | 9,0   | 6,0   | 7,0   | 80,0     | 11.      |

* - kizárták

## Vízilabda

### Férfi
| Görög férfi vízilabdacsapat-játékoskeret | Görög férfi vízilabdacsapat-játékoskeret                                                                                               |
| --- | --- |
| - Andóniosz Vlondákisz - Dimítriosz Mázisz - Fíliposz Kaiáfasz - Jeórjiosz Afrudákisz - Jeórjiosz Mavrotász - Jeórjiosz Pszíhosz - Jeórjiosz Répasz | - Joánisz Thomákosz - Kónsztandinosz Lúdisz - Nikólaosz Delijánisz - Theódorosz Hadzitheodóru - Theódorosz Lorándosz - Thomász Hadzísz |

#### Eredmények
Csoportkör
B csoport
| Csapat                 | M | Gy | D | V | G+ | G– | Gk  | P |
| ---------------------- | - | -- | - | - | -- | -- | --- | - |
| Jugoszlávia (YUG)      | 5 | 4  | 1 | 0 | 41 | 22 | +19 | 9 |
| Horvátország (CRO)     | 5 | 4  | 1 | 0 | 42 | 30 | +12 | 9 |
| Magyarország (HUN)     | 5 | 3  | 0 | 2 | 49 | 39 | +10 | 6 |
| Egyesült Államok (USA) | 5 | 2  | 0 | 3 | 42 | 39 | +3  | 4 |
| Hollandia (NED)        | 5 | 1  | 0 | 4 | 34 | 55 | –21 | 2 |
| Görögország (GRE)      | 5 | 0  | 0 | 5 | 22 | 45 | –23 | 0 |

| 2000. szeptember 23. 09:30 | Görögország (GRE)    | 4–7 | Magyarország (HUN) | Játékvezetők: Vlastimil Kratochvil (SVK), Alan Balfanbayev (KAZ) |
| 2000. szeptember 23. 09:30 | (0–3, 1–2, 2–0, 1–2) |     |                    | Játékvezetők: Vlastimil Kratochvil (SVK), Alan Balfanbayev (KAZ) |
| 2000. szeptember 23. 09:30 | Lúdisz 2             |     | Fodor 1            | Játékvezetők: Vlastimil Kratochvil (SVK), Alan Balfanbayev (KAZ) |

| 2000. szeptember 24. 19:15 | Görögország (GRE)    | 5–9 | Horvátország (CRO) | Játékvezetők: Gaetan Wilfrid Turcotte (CAN), Andrei Afanasiev (RUS) |
| 2000. szeptember 24. 19:15 | (2–3, 1–2, 1–1, 1–3) |     |                    | Játékvezetők: Gaetan Wilfrid Turcotte (CAN), Andrei Afanasiev (RUS) |
| 2000. szeptember 24. 19:15 | Thomákosz 2          |     | Kobešćak 3         | Játékvezetők: Gaetan Wilfrid Turcotte (CAN), Andrei Afanasiev (RUS) |

| 2000. szeptember 25. 19:15 | Jugoszlávia (SCG)    | 10–3 | Görögország (GRE) | Játékvezetők: Peter Henry Kerr (AUS), Alan Balfanbayev (KAZ) |
| 2000. szeptember 25. 19:15 | (4–2, 2–1, 3–0, 1–0) |      |                   | Játékvezetők: Peter Henry Kerr (AUS), Alan Balfanbayev (KAZ) |
| 2000. szeptember 25. 19:15 | három játékos 2      |      | három játékos 1   | Játékvezetők: Peter Henry Kerr (AUS), Alan Balfanbayev (KAZ) |

| 2000. szeptember 26. 14:30 | Görögország (GRE)    | 7–10 | Hollandia (NED) | Játékvezetők: Vladimir Prikhodko (KAZ), Philip Bower (AUS) |
| 2000. szeptember 26. 14:30 | (2–3, 2–3, 1–2, 2–2) |      |                 | Játékvezetők: Vladimir Prikhodko (KAZ), Philip Bower (AUS) |
| 2000. szeptember 26. 14:30 | három játékos 2      |      | van der Meer 3  | Játékvezetők: Vladimir Prikhodko (KAZ), Philip Bower (AUS) |

| 2000. szeptember 27. 19:15 | Görögország (GRE)    | 3–9 | Egyesült Államok (USA) | Játékvezetők: Patrick Clemencon (FRA), Erhan Tulga (TUR) |
| 2000. szeptember 27. 19:15 | (0–2, 0–3, 0–2, 3–2) |     |                        | Játékvezetők: Patrick Clemencon (FRA), Erhan Tulga (TUR) |
| 2000. szeptember 27. 19:15 | három játékos 1      |     | Azevedo 3              | Játékvezetők: Patrick Clemencon (FRA), Erhan Tulga (TUR) |

A 9–12. helyért
| Csapat            | M | Gy | D | V | G+ | G– | Gk | P |
| ----------------- | - | -- | - | - | -- | -- | -- | - |
| Kazahsztán (KAZ)  | 3 | 2  | 1 | 0 | 23 | 18 | +5 | 5 |
| Görögország (GRE) | 3 | 1  | 2 | 0 | 24 | 20 | +4 | 4 |
| Hollandia (NED)   | 3 | 1  | 1 | 1 | 19 | 20 | –1 | 3 |
| Szlovákia (SVK)   | 3 | 0  | 0 | 3 | 24 | 32 | –8 | 0 |

| 2000. szeptember 29. 09:30 | Kazahsztán (KAZ)     | 6–6 | Görögország (GRE) | Játékvezetők: Gad-Shimon Schwartz (ISR), Juan Carlos Menendez Betancourt (CUB) |
| 2000. szeptember 29. 09:30 | (0–3, 3–1, 1–2, 2–0) |     |                   | Játékvezetők: Gad-Shimon Schwartz (ISR), Juan Carlos Menendez Betancourt (CUB) |
| 2000. szeptember 29. 09:30 | Drozdov, Prohin 2    |     | Thomákosz 3       | Játékvezetők: Gad-Shimon Schwartz (ISR), Juan Carlos Menendez Betancourt (CUB) |

| 2000. szeptember 30. 11:15 | Hollandia (NED)      | 6–6 | Görögország (GRE)        | Játékvezetők: Zeljko Klaric (CRO), Császár György (HUN) |
| 2000. szeptember 30. 11:15 | (0–2, 2–1, 1–3, 3–0) |     |                          | Játékvezetők: Zeljko Klaric (CRO), Császár György (HUN) |
| 2000. szeptember 30. 11:15 | de Bruijn, de Jong 2 |     | Afrudákisz, Vlondákisz 2 | Játékvezetők: Zeljko Klaric (CRO), Császár György (HUN) |

| 2000. október 1. 09:00 | Szlovákia (SVK)      | 8–12 | Görögország (GRE)           | Játékvezetők: Andrew Jay Takata (USA), Vahid Moradi Shahpar (IRI) |
| 2000. október 1. 09:00 | (2–3, 4–3, 1–1, 1–5) |      |                             | Játékvezetők: Andrew Jay Takata (USA), Vahid Moradi Shahpar (IRI) |
| 2000. október 1. 09:00 | Káid 3               |      | Hadzitheodóru, Afrudákisz 2 | Játékvezetők: Andrew Jay Takata (USA), Vahid Moradi Shahpar (IRI) |

| Csapat            | Helyezés |
| ----------------- | -------- |
| Görögország (GRE) | 10.      |